# Бергкамен
Бергкамен (нем. Bergkamen) — город в Германии, в земле Северный Рейн-Вестфалия.
Подчинён административному округу Арнсберг. Входит в состав района Унна.  Население составляет 50587 человек (на 31 декабря 2010 года). Занимает площадь 44,8 км². Официальный код  —  05 9 78 004.

## Географическое положение и соседние территории

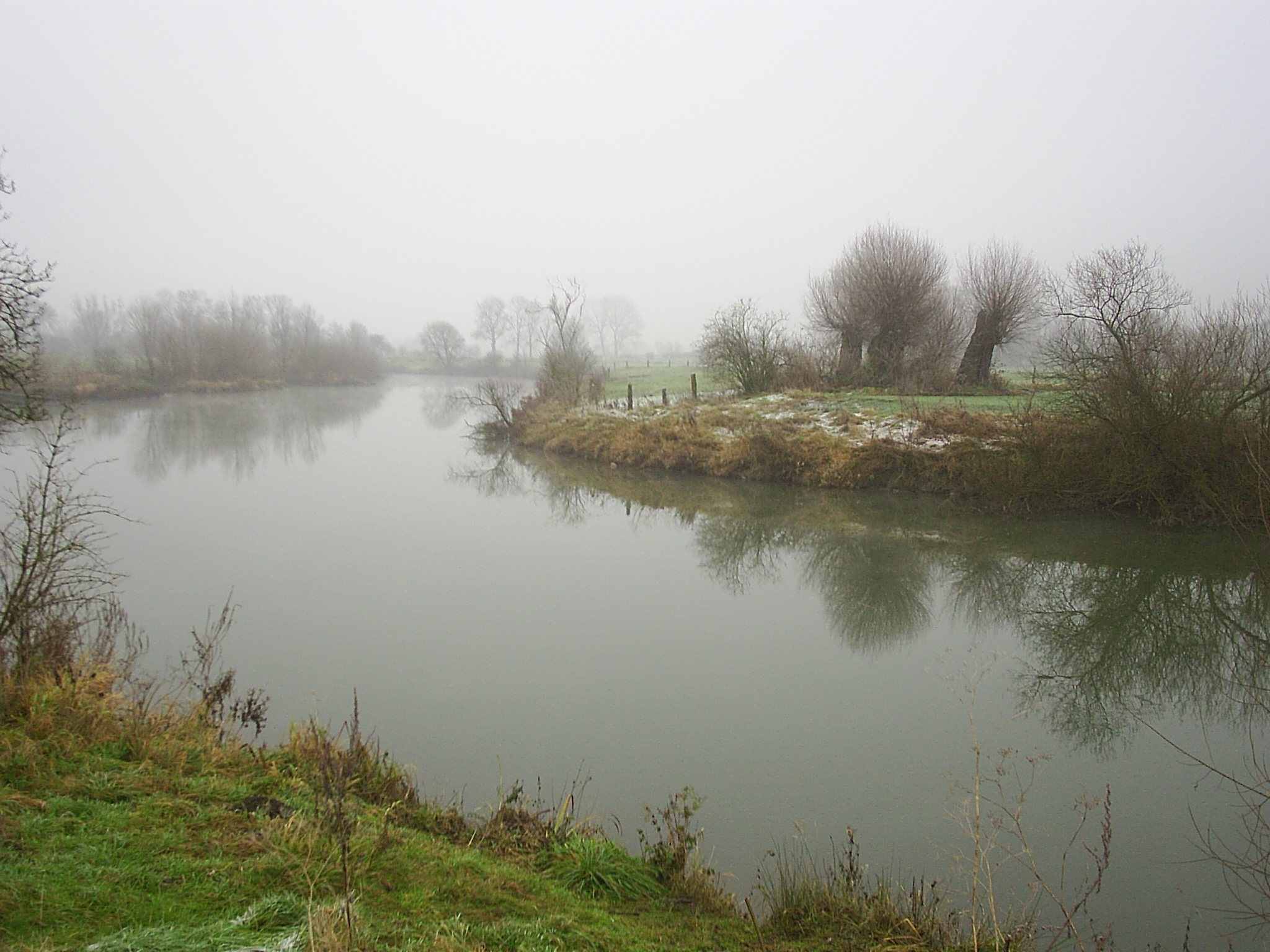
Река Липпе

Бергкамен расположен на среднем западе ФРГ (Вестфалия), на крайнем северо-востоке супериндустриального региона Рур, в непосредственной близости от крупных городов Дортмунд и Хамм. Южнее города проходит историческая торговая дорога, называемая Хельвег (Hellweg). В этом же направлении располагается среднегорье Зауэрланд (Sauerland). К северу от города начинаются сельскохозяйственные территории, объединённые названием Мюнстерланд (Münsterland). На востоке протягиваются плодородные долины, называемые Зёстерскими (Soester Börde).
На севере граница города проходит по реке Липпе (Lippe). С востока город ограничен автобаном номер 1. Южная граница примерно совпадает с автобаном номер 2, а западная - с ручьём Зезеке (Seseke), притоком Липпе. Непосредственно через город проходит важный европейский канал Даттельн — Хамм.
Наиболее высокой точкой города является «Аденерская вершина» (Adener Höhe) с отметкой 148,5 м над у. м. Это искусственное образование, представляющее собой отвалы пустых шахтных пород и является любимым местом отдыха горожан.

## Административное деление и население
Город подразделяется на 6 городских районов. Он был образован 14 июня 1966 года при слиянии пяти самостоятельных территориальных единиц. 1 января 1968 года к ним присоединился самостоятельный район Оферберге (Overberge). Ниже приводится список шести районов Бергкамена с количеством жителей в них (по данным на 31 декабря 2007 года):
- Хайль (Heil, 477 чел.)

Городские части Бергкамена

- Центр (Mitte), ранее район Бергкамен, давший название городу (Bergkamen, 17.969 чел.)
- Обераден (Oberaden, 12.323 чел.)
- Оферберге (Overberge, 3813 чел.)
- Рюнте (Rünthe, 6991 чел.)
- Веддингхофен (Weddinghofen, 10.182 чел.)

Всего в шести городских районах проживает 51 755 человек.
| Год  | Население |
| ---- | --------- |
| 1995 | 51 333    |
| 2000 | 53 054    |
| 2005 | 52 517    |
| 2010 | 51 149    |

## Остарбайтеры и военнопленные из бывшего СССР
Бергкамен, будучи важным шахтёрским регионом Германии в годы Второй мировой войны стал местом, куда были перемещены на принудительные работы (в том числе и военнопленные) из стран Восточной Европы, и в первую очередь из СССР. Здесь на тяжёлых физических работах было занято 3,5 тысячи человек. Многие из них погибли в плену и были похоронены на различных кладбищах районов города.
Среди местных жителей особенно известно так называемое «русское кладбище» на улице Пантенвег (Pantenweg), где в настоящее время создано и образцово охраняется территория с могилами 147 замученных. На каждой могиле установлены мемориальные таблички с фамилиями умерших. На этом кладбище установлен православный крест.
Известны захоронения советских военнопленных и в других районах города:
- На коммунальном кладбище городского района Центр (Mitte) похоронено 35 военнопленных из бывшего СССР. Имеются мемориальные плиты с соответствующими надписями.
- На кладбище Оберадена (Oberaden) похоронено 12 человек из бывшего СССР. Мемориальный знак отсутствует.
- На кладбище Рюнте (Rünthe) похоронено 10 человек из бывшего СССР. Мемориальный знак отсутствует.
- На кладбище Веддингхофена (Weddinghofen) также имеется захоронение военнопленных, но неизвестно, сколько человек и из каких стран Восточной Европы. Мемориальный знак отсутствует.[1]

## Авария
20 февраля на шахте произошел взрыв. Погибли 405 человек.

## Ссылки

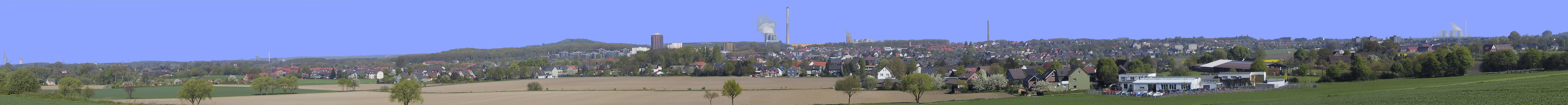
Панорама города Бергкамен